# Bill Talbert
William Franklin Talbert, detto Bill (Cincinnati, 4 settembre 1918 – New York, 28 febbraio 1999), è stato un tennista statunitense.

## Carriera
Durante la sua carriera, Bill Talbert ha vinto nove titoli del Grande Slam. Ha ottenuto cinque vittorie nel doppio maschile di cui quattro titoli agli U.S. National Championships insieme a Gardnar Mulloy e uno agli Internazionali di Francia insieme a Tony Trabert. Nel doppio misto ha vinto per quattro volte consecutive il torneo americano in coppia con Margaret Osborne.

In totale ha raggiunto nove volte la finale del doppio maschile agli U.S. Championship, perdendo cinque volte e sei volte la finale del doppio misto perdendone due.

Mantiene tuttora diversi record al Torneo di Cincinnati, il suo torneo di casa. Vanta infatti il record per il maggior numero di titoli nel doppio (6), per il maggior numero di finali raggiunte in totale (14) e per il maggior numero di finali nel singolare (7).

Ha raggiunto per quattro volte consecutive, dal 1943 al 1946, la finale dello U.S. Men's Clay Court Championships vincendo l'unico titolo nel 1945.

È stato finalista nel singolare, agli Internazionali d'Italia del 1950, dove ha perso in quattro set da Jaroslav Drobný. Nella medesima manifestazione, si è rifatto aggiudicandosi il torneo di doppio, in coppia con Tony Trabert, battendo Budge Patty e Bill Sidwell.
Con la squadra degli Stati Uniti ha vinto la Coppa Davis 1946 (pur non essendo stato schierato nello Challenge Round), 1948 e 1949. In totale ha giocato due incontri di singolare in Coppa Davis, vincendoli entrambi e otto di doppio, con una sola sconfitta.
È stato inserito nella International Tennis Hall of Fame nel 1967.

## Finali del Grande Slam

### Perse (2)
| Anno | Torneo             | Avversario in finale | Risultato          |
| 1944 | U.S. Championships | Frank Parker         | 4-6, 6-3, 3-6, 3-6 |
| 1945 | U.S. Championships | Frank Parker         | 12-14, 1-6, 1-6    |